# 紅花始海星介
紅花始海星介（学名：Propontocypris clara）为海星介科始海星介屬下的一个种。